# بدون اینکه اثری از خود بجا بگذارد
بدون اینکه اثری از خود بجا بگذارد (به فرانسوی: Sans laisser de traces) فیلمی محصول سال ۲۰۱۰ و به کارگردانی گریگوری ویگنرون است. در این فیلم بازیگرانی همچون بونوآ ماژیمل، ژولی گایه، فرانسوا-زاویه دومزون، لئا سیدو، آندره ویلم، دومینیک لابوریه و ژان-ماری وینلینگ ایفای نقش کرده‌اند.